# الیسئو مورینیو
الیسئو مورینیو (اسپانیایی: Eliseo Mouriño‎; ۳ ژوئن ۱۹۲۷ – ۳ آوریل ۱۹۶۱) بازیکن فوتبال اهل آرژانتین بود.

## درگذشت
در جریان پرواز شماره ۲۱۰ لان شیلی به علت سقوط هواپیما درگذشت.

## باشگاهی
از باشگاه‌هایی که در آن بازی کرده‌است می‌توان به باشگاه فوتبال بوکا جونیورز و باشگاه فوتبال بانفیلد اشاره کرد.

## تیم ملی
وی همچنین در تیم ملی فوتبال آرژانتین بازی کرده‌است.